# Batomga
Il Batomga (in russo Батомга?) è un fiume dell'Estremo oriente russo che scorre nel Territorio di Chabarovsk).
Il fiume è un affluente di sinistra della Maja e sub-affluente dell'Aldan (bacino della Lena). Nasce nella sezione sud-occidentale dei monti Džugdžur; scorre mediamente con direzione nord-nord-ovest, senza incontrare centri urbani. Sfocia nella Maja a 522 km dalla foce, a sud-ovest del villaggio di Nel'kan. La lunghezza del fiume è di 246 km, l'area del bacino è di 7 830 km².